# Cantone di Moissac-2
Il Cantone di Moissac-2 era una divisione amministrativa dell'arrondissement di Castelsarrasin.
È stato soppresso a seguito della riforma complessiva dei cantoni del 2014, che è entrata in vigore con le elezioni dipartimentali del 2015.
Comprendeva:
- Lizac
- parte della città di Moissac
- Montesquieu